# Дам'ян Сілвесчак
Дам'ян Сілвесчак (пол. Damian Sylwestrzak; 16 березня 1992, Вроцлав) — польський футбольний арбітр. Судить матчі Екстракляси з 2020 року. Арбітр ФІФА та УЄФА з 2021 року.  За фахом економіст.

## Суддівська кар'єра
18 липня 2020 року Сілвесчак судив свій перший матч у польській національній лізі. Під час гри між Віслою (Краків) і Аркою (Гдиня) (0:1) арбітр двічі показав жовту картку.
На  європейському уривні дебютував 28 липня 2022 року у матчі між «Пайде Ліннамесконд» та «Арарат-Вірменія» у другому кваліфікаційному раунді Ліги конференцій Європи УЄФА; Матч закінчився з рахунком 0–0, після чого господарі поля перемогли з рахунком 5–3 по пенальті, при цьому Сілвесчак показав вісім жовтих карток.
Свій перший міжнародний матч він відсудив 13 жовтня 2023 року, коли Ліхтенштейн програв Боснії і Герцеговині з рахунком 0:2 завдяки голам Амара Рахмановича та Мирослава Стевановича. Під час цієї гри Сілвесчак показав жовту картку лише ліхтенштейнцю Деннісу Салановичу.